# Bataille de Bambui
Crise anglophone au Cameroun
Batailles
- Batibo
- Menka
- Ekona Mbenge
- Ndop
- Wum
- Nkwen
- Opération Free Bafut
- Opération Bamenda Clean
- Opération Bui Clean
- Bamessing
- Njitapon
- Bambui
- Kumbo

- Ekondo-Titi
- Course de l'espoir
- Nkambé

- Ngarbuh
- Kumba
- Mautu
- Ekondo-Titi
- Obonyi II
- Missong
- Akwaya
- Bakinjaw
- Bamenda
- Egbekaw
- Bamenyam

La bataille de Bambui a lieu les 28 et 31 juillet 2022 lors de la crise anglophone au Cameroun.

## Contexte
Le conflit débute en septembre 2017 par l'insurrection de groupes armés séparatistes qui déclarent un mois plus tard l'indépendance des deux régions anglophones du pays – le Nord-Ouest et le Sud-Ouest qu'ils nomment la république fédérale d'Ambazonie en marge de manifestations pacifiques. À l'origine, il s'agissait d'un conflit de basse intensité, mais l'armée prend le contrôle des principales villes, tandis que les séparatistes contrôlent la majeure partie de la campagne et quelques villages en 2020. 
En 2022, les deux parties lancent régulièrement des raids. En juillet 2022, des tensions éclatent près de Bamenda, après que l'armée ait tué le commandant du groupe armé séparatiste Red Dragon, Oliver Lekeaka.

## Bataille
Le 28 juillet, les médias locaux déclarent que l'armée prépare une incursion dans la région du Nord-Ouest. Un jour plus tard, l'armée traverse les villages d'Enyoh, d'Ewai et de Bessom. Lors de leur passage à Bambui, le 31 juillet, des éléments de la brigade de la gendarmerie nationale de Tubah et des forces spéciales de la gendarmerie nationale tendent une embuscade à un groupe de séparatistes, déclenchant un échange de coups de feu,. Selon les médias locaux, quinze séparatistes sont tués dans l'affrontement, tandis que onze soldats sont blessés,. L'opération est planifiée par le général Bouba Dobekreo.
Deux commandants séparatistes, le « général Rasta », également connu sous le nom de Roy Angafor Asenjo, et le « colonel John », sont capturés. 
Le Centre pour les droits de l'homme et la démocratie en Afrique (CDHDA) déclare que le « général Rasta » et le « colonel John » ont tous deux été torturés avant leur mort et ont fait l'objet d'une exécution extrajudiciaire.